# هئیت منصفه عالی
هئیت منصفه عالی هیئت منصفه ای است که طبق قانون اختیار انجام دادرسی‌های قانونی، بررسی رفتارهای بالقوه مجرمانه و تعیین اینکه آیا باید اتهامات کیفری مطرح شود یا خیر را دارد. هیئت منصفه عالی ممکن است مدارک فیزیکی را بررسی و یا اشخاص را برای شهادت احضار کند. این هیئت منصفه جدا از دادگاه‌هاست و دادگاه بر ساختار آن تسلط ندارند.